# ОДАБ-500П

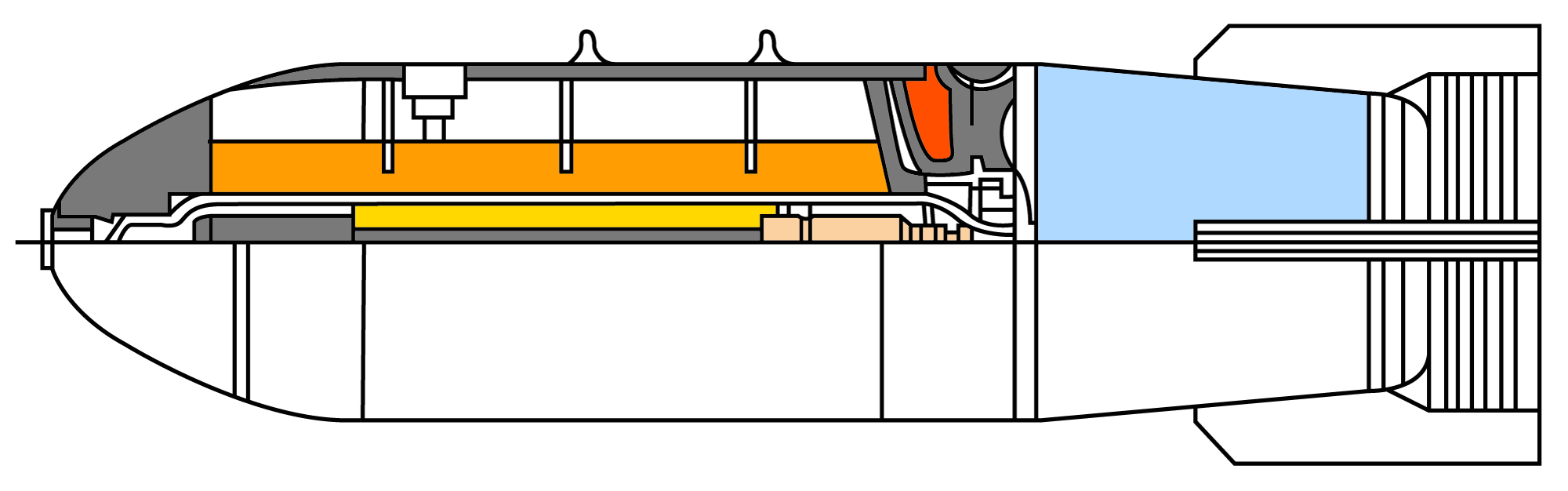
Схема ОДАБ
підривник
диспергувальний заряд
спорядження
вторинний (ініціювальний) заряд
корпус
контейнер з парашутом

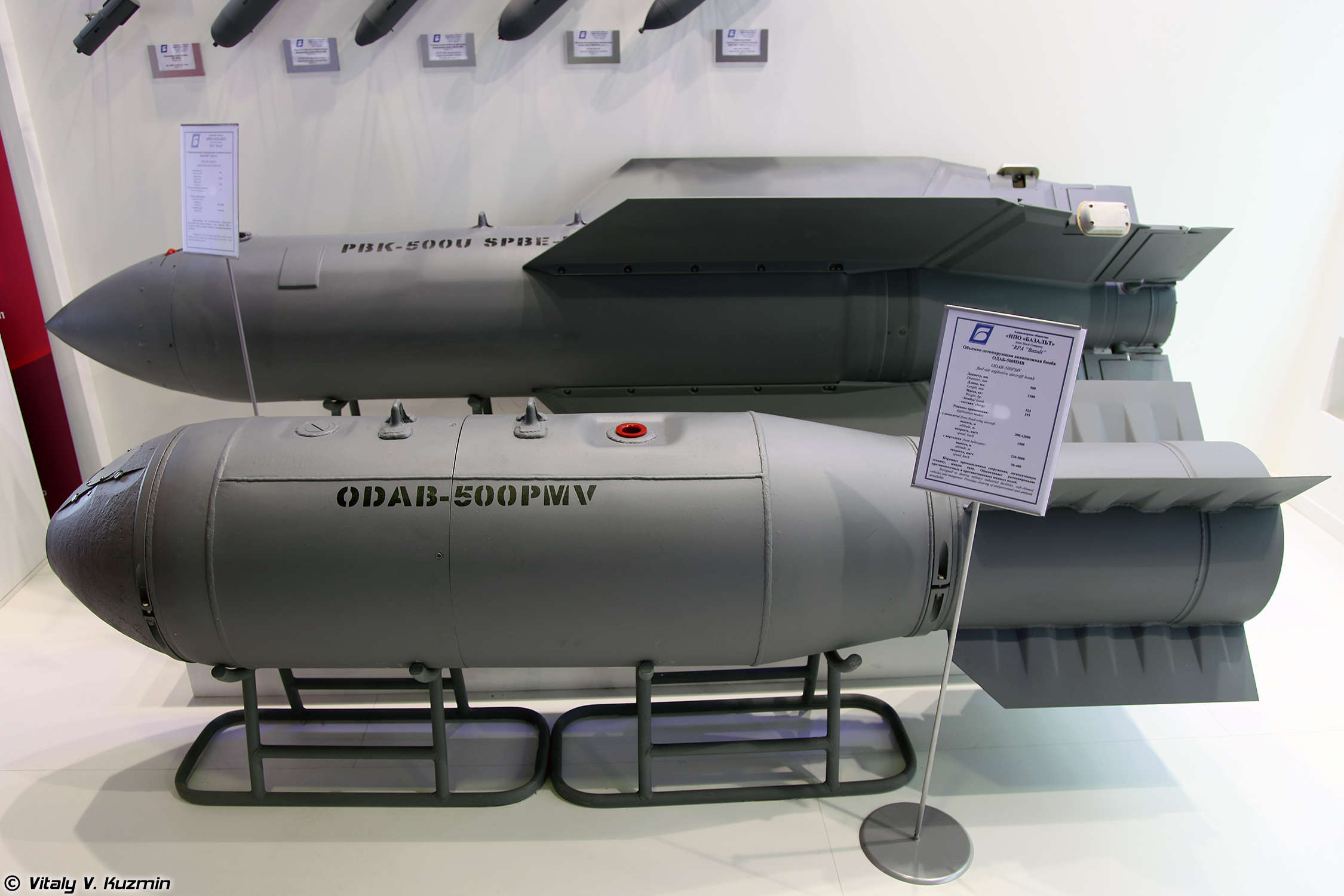
Бомбова касета ПБК-500У СПБЕ-К та авіаційна бомба об'ємного вибуху ОДАБ-500ПМВ

ОДАБ-500П — об'ємно-детонуюча авіабомба російського виробництва. Є різновидом фугасних бомб і призначена для ураження фугасною дією живої сили та легковразливої техніки, а також для розмінування місцевості. Застосовують з висот 200—1000 м при швидкості літака-носія до 1100 км/год.
При вибуху в епіцентрі у фронті ударної хвилі тиск може сягати близько 3000 кПа (30 кгс/см), радіус ураження живої сили на відкритій місцевості — 30 м, в польових фортифікаційних спорудах та окопах — до 25 м.
Складається з тонкостінного корпусу, спорядження, контейнера з парашутною системою та підривного пристрою У-563. Споряджена рідким піпериленом (на відміну від попередньої бомби ОДАБ-500, що споряджається окисом етилену). У головній частині розміщено попередник, блок живлення, комутуючий механізм та підривник підривного пристрою. У середній частині розміщується піперилен — загальною масою 145 кг, центральний заряд ВР та шість периферійних зарядів. У хвостовій частині в контейнері розміщується парашутна система, піропатрон, вторинний заряд, підривник і датчик роботи гальма.
Відома модернізована (заміною піперилену на інше пальне, зовнішніх відмінностей немає) версія ОДАБ-500ПМ (розроблена в 1970-і рр.) та всевисотна модифікація останньої ОДАБ-500ПМВ.

## Устрій
Авіабомба (АБ) ОДАБ-500ПМВ складається з бойової частини, наповненої рідким пальним, диспергуючого заряду, контейнера з парашутною системою, зарядом що ініціює і механізмом розчеплення, піропатрона, патрона, пристрою змінної затримки (ПЗЗ) і підривного пристрою, у склад якого входять підривники Б1 та Б2, блок живлення, комутуючий механізм та датчик роботи гальма (ДРТ).

## Дія
При бомбометанні з літаків без залучення ПЗЗ в момент відокремлення авіабомби від літака імпульс електричного струму подається на вибуховий пристрій (ВП).
При бомбометанні з літаків і з вертольотів із залученням ПЗЗ у момент відділення авіабомби від літака (вертольота) імпульс електричного струму подається на ПЗЗ. Після закінчення встановленого на ПЗЗ часу затримки електричний імпульс подається на вибуховий пристрій.
Після подачі електричного імпульсу на ВП відбувається запуск блоку живлення та годинникового механізму, та здійснюється задана програма комутації електричних ланцюгів ВП.
Після закінчення певного часу парашутна система відкривається, лідер вистрілюється на певну відстань розмотуючи джгут, що зв'язує його механічно та електрично з АБ, двигуни підривників Б1 та Б2 встановлюються у бойове положення.
При зустрічі лідера або авіабомби з перешкодою спрацьовують інерційні замикачі лідера або підривника Б1, викликаючи спрацьовування вогневих ланцюгів підривників Б1 та Б2. Від імпульсу підривника Б1 відбувається підрив диспергуючого заряду. В результаті його спрацьовування руйнується корпус бойової частини, відбувається дроблення та метання рідкого пального з утворенням паливно-повітряної хмари.
Через певний час спрацьовує підривник Б2, який підриває заряд, що ініціює. Від спрацьовування заряду, що ініціює, відбувається детонація хмари з утворенням ударної хвилі великої потужності, яка вражає ціль.